# Escut de Castellnou de Seana

Escut oficial de Castellnou de Seana

L'escut oficial de Castellnou de Seana té el següent blasonament:
Escut caironat: de sable, un castell obert d'or; el peu d'or, 3 faixes viperades de sable. Per timbre una corona mural de poble.

## Història
Va ser aprovat el 13 d'octubre de 1988.
El castell és un senyal parlat al·lusiu al nom del poble. Castellnou de Seana pertanyia a la baronia de Bellpuig; el viperat d'or i de sable són les armes dels Anglesola, barons de Bellpuig.